# Impero tibetano
L'Impero tibetano (in tibetano: བོད་ ཆེན་ པོ, Wylie: bod Chen Po, "Grande Tibet") è esistito dal VII al IX secolo, quando il Tibet è stato unificato come un grande e potente impero, e governò un'area notevolmente più grande dell'altopiano tibetano, che si estende nell'Asia orientale, Asia centrale e Asia meridionale. Succedette al regno proto-tibetano controllato dalla dinastia Yarlung. La superficie massima si raggiunse nel IX secolo, pari a 4,6 milioni di kmq.

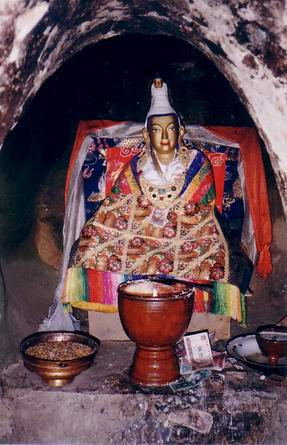
Una statua dell'imperatore Songtsen Gampo

La storia tradizionale tibetana descrive le gesta di un lungo elenco di governanti. Conferme esterne sono disponibili dal VII secolo nelle storie cinesi, che chiamava il paese Tǔbō (吐蕃). Dal VII al IX secolo una serie di imperatori ha governato il Tibet. Dal tempo dell'imperatore Songtsen Gampo il potere dell'impero gradualmente è aumentato. Con il regno dell'imperatore Ralpacan, durante il IX secolo, l'impero controllava i territori che si estendono dal bacino del Tarim all'Himalaya e del Bengala, e dal Pamir alle province cinesi del Gansu e dello Yunnan.
Il vario territorio dell'impero e la difficoltà di trasporto, insieme alle nuove idee che venivano nell'impero a seguito della sua espansione, ha contribuito a creare tensioni e blocchi di potere che erano spesso in concorrenza con le leggi dell'impero.

## Storia
Prima della nascita dell'Impero tibetano, la regione della valle del Yarlung fu governata da sovrani membri della dinastia Yarlung ma non ci sono fonti che certificano la loro esistenza.
Il primo imperatore documentato con molte fonti tibetane e straniere fu Songtsen Gampo che espanse il potere del Tibet in altre regioni oltre la capitale Lhasa e la valle del Yarlung. Nel 638 l'imperatore decide di attaccare direttamente la Cina per ottenere il matrimonio con una principessa cinese. L'imperatore cinese accettò di consegnare una principessa cinese al sovrano tibetano. Dopo la morte di Songtsen Gampo nel 650, la dinastia Tang cinese prese il controllo della capitale ma presto abbandonarono la città e tornarono in Cina.
Nel 842 muore Langdarma, ultimo membro della dinastia Yarlung, e inizia l'era della frammentazione, un periodo caratterizzato da ribellioni e guerre civili.